# Doubovka
Doubovka (en russe : Дубовка) est une ville de l'oblast de Volgograd, en Russie, et le centre administratif du raïon Doubovski. Sa population s'élevait à 14 331 habitants en 2013.

## Géographie
Doubovka se trouve sur la rive droite de la Volga, à 46 km — 53 km par la route — au nord-est de Volgograd. 

## Histoire
La ville fut d'abord une forteresse, fondée en 1732. Selon la tradition, son nom lui vient de la forêt de chênes voisine — en russe : дуб, doub, signifie « chêne ». À l'origine Doubovka était surtout peuplée de Cosaques, mais beaucoup d'entre eux participèrent à l'insurrection paysanne de Pougatchev, et furent expulsés après son échec. Doubovka reçut le statut de ville en 1803, mais le perdit par la suite, avant de le retrouver en 1925. Depuis lors, elle est aussi le centre administratif du raïon Doubovski.

## Population
Recensements (*) ou estimations de la population
| 1856   | 1897*  | 1926*  | 1931   | 1959*  | 1970*  |
| ------ | ------ | ------ | ------ | ------ | ------ |
| 11 600 | 18 203 | 11 296 | 10 100 | 11 701 | 13 355 |

| 1979*  | 1989*  | 2002*  | 2010*  | 2012   | 2013   |
| ------ | ------ | ------ | ------ | ------ | ------ |
| 15 015 | 13 668 | 15 083 | 14 347 | 14 335 | 14 331 |